# سيستئين
السيستييين أو السيستين أو السيستاين أو السيستئين (بالإنجليزية: Cysteine)‏ هو حمض أميني كبريتي بلوري من مكونات البروتيين. صيغته الكيميائية HO2CCH(NH2)CH2SH
السيستئين حمض أميني غير ضروري، بمعنى آخر يمكن لجسم الإنسان صنعه. شفراته الجينية هما UGU و UGC. يحتوي السيستئين على جذر الثيول (SH)، ممّا يكسبه خاصيّة هيدروفوبية (كارهة للماء). بسبب تفاعل جذر الثّيول مع مركّبات كيميائيّة أخرى، يعتبر السيستئين مادّة بنياويّة ووظيفيّة هامّة تدخل في تركيب عدّة بروتينات وإنزيمات. كلمة السيستئين مشتقّة من كلمة السّيستين. هذا الأخير هو جزيء ثنائي وحدة السيستئين في الهيئة المؤكسدة.
يعتقد أن هذا الحمض الأميني ربما لعب دورا هاما في نشأة وتطور الحياة على الأرض.
مصادر السيستئين الغذائيّة:
رغم أنّ السيستئين يعتبر من الأحماض الأمينيّة غير الضّروريّة، فإنّه يعتبر في حالات نادرة جدّا ضروريّا للأطفال، كبار السّنّ والأشخاص الّذين يعانون من الأمراض الاستقلابيّة أو الّذين يعانون من الأعراض المرضيّة(المتلازمة) المتميّزة بسوء الامتصاص.

## الخواص
هو حمض بلوي يوجد في الطبيعة ويعد مكوناً للعديد من البروتينات.